# The Book of the Duchess
This was the tale: There was a king

That hight Seys, and hadde a wyf,

The beste that mighte bere lyf;

And this quene hight Alcyone.
The Book of the Duchess, även känd under titeln The Deth of Blaunche, är ett diktverk av Geoffrey Chaucer, skrivet mellan 1368 och 1372. Chaucer skrev verket till minne av Blanche av Lancaster, som var gift med Johan av Gent och avled i digerdöden år 1368, 26 år gammal. I The Book of the Duchess målar Chaucer upp ett fantasifullt drömlandskap, där han möter en svart riddare som mist sin hustru Blanche. Forskare anser att Chaucer författade verket för att trösta Johan av Gent i dennes svåra förlust.